# Sandara
Sandara (arab. صندرة) – wieś w Syrii, w muhafazie Aleppo. W 2004 roku liczyła 446 mieszkańców.